# Fiac
 Fiac  es una población y comuna francesa, ubicada en la región de Mediodía-Pirineos, departamento de Tarn, en el distrito de Castres y cantón de Saint-Paul-Cap-de-Joux.

## Demografía
| 862 | 784 | 670 | 669 | 706 | 699 | 802 | 831 | 914 | 921 | 925 |
| Para los censos de 1962 a 1999 la población legal corresponde a la población sin duplicidades (Fuente: INSEE [Consultar]) |     |     |     |     |     |     |     |     |     |     |